# Florence Viala
Pour les articles homonymes, voir Viala.
Florence Viala est une actrice française sociétaire de la Comédie-Française.

## Biographie
Florence Viala est née en 1968 à Dijon, fille d'un comédien, dont elle suit les tournées. Elle prend des cours de théâtre au théâtre Dijon-Bourgogne. Elle y découvre notamment la méthode Lecoq. Puis elle poursuit à Paris au Conservatoire national supérieur d'art dramatique dans les classes de Catherine Hiegel, Daniel Mesguich. 
Elle est rapidement retenue dans la distribution de différents spectacles de théâtre. Roger Planchon, en quête d’une Amélie pour une pièce de Georges Feydeau, la sélectionne alors qu’elle est encore au Conservatoire de Paris. C'est Occupe toi d’Amélie, qui contribue à la faire connaître,. Elle rejoint la Comédie-Française en 1994 et en devient sociétaire en 2000. C'est la 503e sociétaire,. Elle interprète des pièces du répertoire classique mais aussi du répertoire contemporain. En 2009, elle joue sous la direction de Denis Podalydès dans sa mise en scène de Cyrano de Bergerac d'Edmond Rostand. Elle joue également dans différents films (et dans des téléfilms) tels le Cyrano de Bergerac de Jean-Paul Rappeneau et sorti en 1990. Au début des années 2020, elle joue son propre rôle, avec une quinzaine d'autres acteurs de la Comédie-Française, dans Guermantes, un film de Christophe Honoré consacré à un groupe de comédiens obligé d'interrompre leurs répétitions pour cause de pandémie de Covid-19.
C'est une habituée du théâtre de Tchekhov, notamment de la pièce La Cerisaie, qu'elle joue à plusieurs reprises, y compris en 2025 dans une mise en scène de Clément Hervieu-Léger.

### Vie privée
Elle s'est mariée avec le comédien Éric Ruf, administrateur de la Comédie-Française et metteur en scène avec qui elle a deux enfants.

## Théâtre

### Comédie-Française
- Entrée à la Comédie-Française le 1er septembre 1994
- Sociétaire le 1er janvier 2000
- 503e sociétaire
- 1995 : Mille Francs de récompense de Victor Hugo, mise en scène Jean-Paul Roussillon
- 1995 : Occupe-toi d'Amélie de Georges Feydeau, mise en scène Roger Planchon, Salle Richelieu
- 1996 : Les Derniers Devoirs de Louis Calaferte, mise en scène Jean-Pierre Miquel, Théâtre du Vieux-Colombier
- 1996 : Les Fausses Confidences de Marivaux, mise en scène Jean-Pierre Miquel
- 1996 : Clitandre ou l'Innocence délivrée de Corneille, mise en scène Muriel Mayette
- 1997 : Jacques ou la soumission d'Eugène Ionesco, mise en scène Simon Eine, Studio-Théâtre
- 1998 : La Cerisaie d'Anton Tchekhov, mise en scène Alain Françon
- 1998 : Les Fourberies de Scapin de Molière, mise en scène Jean-Louis Benoît
- 1999 : Le Journal d'une femme de chambre d'Octave Mirbeau, mise en scène Jean Bouchaud, Studio-Théâtre
- 1999 : La Vie quotidienne de Rainer Maria Rilke, mise en scène Philippe Macaigne, Studio-Théâtre
- 1999 : Le Mariage forcé de Molière, mise en scène Andrzej Seweryn
- 2000 : Les Fourberies de Scapin de Molière, mise en scène Jean-Louis Benoît, tournée en Argentine et au Brésil
- 2000 : L'Avare de Molière, mise en scène Andreï Serban
- 2000 : Entre théâtre et poésie, tournée à Montevideo
- 2000 : La Nuit à l'envers de Xavier Durringer, mise en scène Christophe Lidon
- 2001 : Le Gna de Pierre-Henri Loÿs, mise en scène Anne-André Reille, Studio-Théâtre
- 2001 : L'Âne et le Ruisseau d'Alfred de Musset, mise en scène Nicolas Lormeau, Studio-Théâtre
- 2002 : Un jour de légende - Les Temps modernes de Victor Hugo d'après La Légende des siècles, poèmes lus à plusieurs voix
- 2002 : Amphitryon de Molière, mise en scène Anatoli Vassiliev
- 2002 : Dom Juan de Molière, mise en scène Jacques Lassalle
- 2003 : Le Dindon de Georges Feydeau, mise en scène Lukas Hemleb
- 2004 : Les Fables de La Fontaine, mise en scène Bob Wilson
- 2005 : Les Bacchantes d'Euripide, mise en scène André Wilms
- 2005 : Le Tartuffe de Molière, mise en scène Marcel Bozonnet
- 2005 : Les Fables de La Fontaine, mise en scène Bob Wilson, Salle Richelieu
- 2006 : Cyrano de Bergerac d'Edmond Rostand, mise en scène Denis Podalydès, Salle Richelieu
- 2007 : Cyrano de Bergerac d'Edmond Rostand, mise en scène Denis Podalydès, Salle Richelieu
- 2008 : Le Misanthrope de Molière, mise en scène Lukas Hemleb
- 2008 : Figaro divorce d'Ödön von Horváth, mise en scène Jacques Lassalle
- 2008 : Cyrano de Bergerac d'Edmond Rostand, mise en scène Denis Podalydès, Salle Richelieu
- 2008 : Fantasio d'Alfred de Musset, mise en scène Denis Podalydès, Salle Richelieu
- 2009 : L'Ordinaire de Michel Vinaver, mise en scène de l'auteur et Gilone Brun
- 2009 : Figaro divorce d'Ödön von Horváth, mise en scène Jacques Lassalle
- 2009 : Les Contes du chat perché : Le Loup de Marcel Aymé, mise en scène Véronique Vella, Studio-Théâtre
- 2010 : Fantasio d'Alfred de Musset, mise en scène Denis Podalydès, Salle Richelieu
- 2010 : Les Trois Sœurs d'Anton Tchekhov, mise en scène Alain Françon, Salle Richelieu, Olga
- 2010 : Cyrano de Bergerac d'Edmond Rostand, mise en scène Denis Podalydès, Salle Richelieu
- 2010 : Chansons des jours avec et chansons des jours sans, mise en scène Philippe Meyer, Studio-Théâtre
- 2011 : Un fil à la patte de Georges Feydeau, mise en scène Jérôme Deschamps, Salle Richelieu, Lucette
- 2012 : Peer Gynt d'Henrik Ibsen, mise en scène Éric Ruf, Grand Palais, Une Fille de la noce, la Femme en vert, Anitra[7]
- 2012 : La Trilogie de la Villégiature de Carlo Goldoni, mise en scène Alain Françon, Théâtre Éphémère, Costanza
- 2012-2013 : La Place royale de Pierre Corneille, mise en scène Anne-Laure Liégeois, Théâtre du Vieux-Colombier, Angélique
- 2014 : Le Misanthrope ou l'Atrabilaire amoureux de Molière, mise en scène Clément Hervieu-Léger, Salle Richelieu, Arsinoé
- 2015 : La Double Inconstance de Marivaux, mise en scène Anne Kessler, Salle Richelieu, Flaminia
- 2016 : La Musica / La Musica deuxième de Marguerite Duras, mise en scène Anatoli Vassiliev, Théâtre du Vieux-Colombier, Elle
- 2016 : Vania d'après Oncle Vania d'Anton Tchekhov, mise en scène Julie Deliquet, Théâtre du Vieux-Colombier, Elena
- 2017 : Le Petit-Maître corrigé de Marivaux, mise en scène Clément Hervieu-Léger, Salle Richelieu
- 2017 : La Résistible Ascension d'Arturo Ui de Bertolt Brecht, mise en scène Katharina Thalbach, Salle Richelieu
- 2017 : L'Hôtel du libre échange de Georges Feydeau, mise en scène Isabelle Nanty, Salle Richelieu
- 2019 : Fanny et Alexandre de Ingmar Bergman, mise en scène Julie Deliquet, Salle Richelieu
- 2019 : La Vie de Galilée de Bertolt Brecht, mise en scène Eric Ruf, Salle Richelieu
- 2020 : Angels in America de Tony Kushner, mise en scène Arnaud Desplechin, Salle Richelieu
- 2020 : Le Côté de Guermantes de Marcel Proust, adaptation et mise en scène Christophe Honoré, théâtre Marigny
- 2021 : La Cerisaie de Anton Tchekhov, mise en scène Clément Hervieu-Léger, Salle Richelieu
- 2022 : Le Misanthrope de Molière, mise en scène Clément Hervieu-Léger, Salle Richelieu
- 2023 : Le Chien - Les Contes du chat perché de Marcel Aymé, mise en scène Raphaëlle Saudinos et Véronique Vella, Studio-Théâtre
- 2023 : Et si c'étaient eux ? de et mise en scène Christophe Montenez et Jules Sagot, Théâtre du Vieux-Colombier
- 2024 : Le Soulier de satin de Paul Claudel, mise en scène Éric Ruf, Salle Richelieu
- 2024 : Le Suicidé de Nicolaï Erdman, mise en scène Stéphane Varupenne, Salle Richelieu
- 2025 : La Cerisaie de Anton Tchekhov, mise en scène Clément Hervieu-Léger, Salle Richelieu

### Hors Comédie-Française
- 1987 : L'Éveil du printemps de Frank Wedekind, mise en scène Christian Duchange
- 1988 : Dernières Nouvelles de la peste de Bernard Chartreux, mise en scène Dominique Pitoiset
- 1989 : La Mort de Danton de Georg Büchner, mise en scène Jean Maisonnave
- 1990 : Anecdote d'Anton Tchekhov, mise en scène Yukata Wada
- 1991 : Madame de Sade de Yukio Mishima, mise en scène Philippe Macaigne
- 1992 : Femmes parallèles de François Billetdoux, mise en scène Jean-Pierre Miquel
- 1993 : Cinna de Corneille, mise en scène Annette Barthélémy
- 1993 : La Librairie, mise en scène Annette Barthélémy
- 1994 : Le Prince travesti de Marivaux, mise en scène Philippe Macaigne
- 1994 : L’Histoire (qu’on ne connaîtra jamais) d’Hélène Cixous, mise en scène Daniel Mesguich, Théâtre de la Ville

## Filmographie

### Cinéma
- 1990 : Cyrano de Bergerac de Jean-Paul Rappeneau
- 1993 : Méprises multiples de Christian Charmetant (court- métrage)
- 1994 : La Cité de la peur d'Alain Berbérian : Martine
- 1996 : Passage à l'acte de Francis Girod : Nina
- 1996 : Tu veux ou tu veux pas de Lorenza Anna Ceretti (court-métrage) : Nina
- 1998 : Lautrec de Roger Planchon : Rose la rouge
- 2001 : Pas d'histoires !, segment Maman, regarde ! de Paul Boujenah
- 2003 : Elle est des nôtres de Siegrid Alnoy : la caissière du Continent
- 2005 : Le Démon de midi de Marie Pascale Osterrieth : Maude
- 2008 : Musée haut, musée bas de Jean-Michel Ribes :
- 2014 : Elle l'adore de Jeanne Herry : Louise
- 2015 : Encore heureux de Benoît Graffin : Cathy
- 2017 : Maryline de Guillaume Gallienne : la buraliste
- 2018 : Mathilde d'Aude Léger et Maël Piriou (court-métrage) : Mathilde
- 2019 : Mon bébé de Lisa Azuelos : Louise
- 2020 : Seize printemps de Suzanne Lindon : la mère de Suzanne
- 2021 : Une jeune fille qui va bien de Sandrine Kiberlain : Josiane
- 2021 : Guermantes de Christophe Honoré : elle-même
- 2021 : Princesse Dragon d'Anthony Roux et Jean-Jacques Denis : la reine (voix)
- 2024 : Marcello mio de Christophe Honoré : la femme de Fabrice Luchini
- 2025 : Une pointe d'amour de Maël Piriou : Stéphanie
- 2025 : Dossier 137 de Dominik Moll : Madame Jarry, commissaire IGPN

### Télévision
- 1996 : Navarro, épisode La Trahison de Ginou de Patrick Jamain (série) : Géraldine
- 1996 : Attends-moi de François Luciani (téléfilm) : Charlotte
- 1997 : Les Filles du maître de chai de François Luciani (téléfilm) : Lyne de Massac
- 2002 : Louis Page, épisode La Chute de l'ange de Patrick Jamain (série) : Solange
- 2003 : Macho Blues de Jacques Akchoti (téléfilm) : Catherine Chollet
- 2003 : Changer tout d'Elisabeth Rappeneau (téléfilm) : Virginie
- 2006 : Poison d'avril de William Karel (téléfilm) : Hélène
- 2010 : Double enquête de Pierre Boutron (téléfilm) : Christelle Roy
- 2011 : Drumont, histoire d'un antisémite français d'Emmanuel Bourdieu (téléfilm) : Henriette Reinach
- 2013 : Meurtre en trois actes de Claude Mouriéras (téléfilm) : Clara Duret
- 2015 : Les Trois Sœurs de Valeria Bruni Tedeschi (téléfilm) : Olga

## Distinctions

### Nomination
- Molières 2017 : nomination au Molière de la comédienne dans un second rôle pour Le Petit-Maître corrigé
- Molières 2019 : nomination au Molière de la comédienne dans un spectacle de théâtre public pour La Locandiera

### Décorations
- Chevalière de l'ordre national du Mérite. Elle est faite chevalier le 13 novembre 2009[8]
- Officière de l'ordre des Arts et des Lettres. Elle est promue officier le 12 mars 2019[9].
- Chevalière de la Légion d'honneur Elle est faite chevalier le 29 décembre 2022[10]